# 五明谷川
五明谷川（ごみょうだにがわ）は、徳島県阿波市を流れる吉野川水系の河川である。

## 地理
阿波市阿波町北山の讃岐山脈の山麓に源を発し、同町を南流し吉野川へ合流する。途中、中流域で日吉谷川が流れ込む。
河川名の由来は、流域の阿波町五明から取ったものである。すぐ東方を芝生川が並行して流れている。

## 支流
- 日吉谷川
  - 長光寺谷川
  - 王子谷川
    - 東王子谷川

## 流域の主な施設
下流から。
- 阿波の土柱
- 阿波パーキングエリア - 徳島自動車道。
- 阿波市立林小学校